# Por (řeka)
Por (také Pór nebo Pur) je řeka v jihovýchodní části Polska v Lublinském vojvodství. Pramen se nachází v obci Batorz v nadmořské výšce 235 m a ústí do řeky Wieprz (Jezero Nielisz) u obce Kulików, v nadmořské výšce dna 193,4 m. Řeka je nížinnou řekou, protéká územím s malým sklonem (0,77‰). Střední roční průměr průtoku v ústí činí 3,26 m³/s (údaj z období 1966-1970).
Řeka od pramene teče jihovýchodním směrem údolím Padół Zamojski a z levé strany se vlévá do řeky Wieprz, kde tvoří vodní nádrž. Jezero na řece Por má plochu 179 ha při střední hloubce 0,7 m a objem 1,18 miliónů m³, plocha povodí je 590,3 km². Účelem jezera je zachytit naplaveniny a jiné nečistoty, které by mohly uspíšit zanášení jezera Nielisz.
Řeka Por protéká obcemi: Batorz (Ordynacki), Wólka Batorska, Ponikwy, Wólka Ponikiewska, Biskupie, Tarnawa Duża i Mała, Turobin, Radecznica, Sąsiadka, Sułów, Nawóz, Kulików.
Hlavní přítok zleva je Gorajec, zprava Wierzbówka.